# Jonan
Jonan (hangul: 연안군, Jonan-kun, handzsa: 延安郡, RR: Yŏnan-kun, ’végtelenül biztonságos’) megye Észak-Koreában, Dél-Hvanghe (Hwanghae) tartományban. Az újkőkorszak (neolitikum) óta lakott terület. Mai nevét 1309-ben nyerte el. 1895-ben emelték megyei rangra.

## Földrajza
Északról Pongcshon (Pongch'ŏn), keletről Pecshon (Paech'ŏn), nyugatról Cshongdan (Ch'ŏngdan), délről a Sárga-tenger (Nyugati-tenger) határolja.
Legmagasabb pontja a 366 méter magas Rjonggakszan (룡각산; 龍角山, Ryonggaksan).

## Közigazgatása
1 községből (up (ŭp)), 27 faluból (ri (ri)) és 1 munkásnegyedből (rodongdzsagu (rodongjagu)) áll:
| - Jonan-up (연안읍; 延安邑, Yŏnan-ŭp) - Jomdzson-rodongdzsagu (염전로동자구; 鹽田勞動者區, Yŏmjŏn-rodongjagu) - Kean-ri (개안리; 開安里, Kaean-ri) - Tonam-ri (도남리; 桃南里, Tonam-ri) - Tongszan-ri (동산리; 東山里, Tongsan-ri) - Radzsinpho-ri (라진포리; 羅津浦里, Rajinp'o-ri) - Rjongho-ri (룡호리; 龍虎里, Ryongho-ri) - Palszan-ri (발산리; 鉢山里, Palsan-ri) - Pongdok-ri (봉덕리; 鳳德里, Pongdŏk-ri) - Puhung-ri (부흥리; 富興里, Puhŭng-ri) - Szoa-ri (소아리; 小雅里, Soa-ri) - Szodzsong-ri (소정리; 素井里, Sojŏng-ri) - Szongho-ri (송호리; 松湖里, Songho-ri) - Sinjang-ri (신양리; 新陽里, Sinyang-ri) - Ahjon-ri (아현리; 雅峴里, Ahyŏn-ri) | - Ohjon-ri (오현리; 梧玄里, Ohyŏn-ri) - Varjong-ri (와룡리; 臥龍里, Waryong-ri) - Csajang-ri (자양리; 紫陽里, Chayang-ri) - Csanggok-ri (장곡리; 長谷里, Changgok-ri) - Csongcshon-ri (정촌리; 鼎村里, Chŏngch'on-ri) - Cshangdok-ri (창덕리; 彰德里, Ch'angdŏk-ri) - Cshonthe-ri (천태리; 天台里, Ch'ŏnt'ae-ri) - Cshonghva-ri (청화리; 淸華里, Ch'ŏnghwa-ri) - Phungcshon-ri (풍천리; 楓川里, P'ungch'ŏn-ri) - Henam-ri (해남리; 海南里, Haenam-ri) - Hevol-ri (해월리; 海月里, Haewŏl-ri) - Honam-ri (호남리; 湖南里, Honam-ri) - Hoszo-ri (호서리; 湖西里, Hosŏ-ri) - Hvajang-ri (화양리; 華陽里, Hwayang-ri) |

## Gazdaság
Jonan (Yŏnan) megye gazdasága főként mezőgazdaságra, azon belül gabona- és zöldségtermesztésre épül.

## Oktatás
Jonan (Yŏnan) megye egy mezőgazdasággépészeti és egy esti tagozató vegyipari főiskolának, 30 általános és 31 középiskolának ad otthont.

## Egészségügy
A megye számos egészségügyi intézménnyel rendelkezik, köztük 1 megyei és 34 helyi kórházzal.

## Közlekedés
A megye közutakon a szomszédos helységek felől közelíthető meg. A megye vasúti kapcsolattal rendelkezik, a Pecshon (Paech'ŏn) vonal része.